# دان جونز (لاعب كرة قدم)
دان جونز (14 ديسمبر 1994 في المملكة المتحدة - ) (بالإنجليزية: Dan Jones) هو لاعب كرة قدم بريطاني في مركز الدفاع. لعب مع غريمسبي تاون ونادي هارتلبول يونايتد وAFC Fylde ‏ ونادي بارو ونادي غيتزهد.

## وصلات خارجية
- دان جونز على موقع قاعدة بيانات كرة القدم.إي يو (الإنجليزية)
- دان جونز على موقع Soccerbase.com (لاعب) (الإنجليزية)
- دان جونز على موقع Soccerway.com (الإنجليزية)